# Тегульдет
Тегульде́т (рос. Тегульдет) — село, центр Тегульдетського району Томської області, Росія. Адміністративний центр Тегульдетського сільського поселення.

## Населення
Населення — 4385 осіб (2010; 4787 у 2002).
Національний склад (станом на 2002 рік):
- росіяни — 89 %